# VCM-01
El VCM-01 ("VCM" probablemente significa "misil de crucero vietnamita") es una familia de misiles de crucero subsónicos antisuperficie vietnamitas que está desarrollando el Instituto Aeroespacial Viettel (VTX). Viettel y el Ministerio de Defensa Nacional vietnamita han revelado poca información de forma oficial y pública. Sin embargo, según muchas imágenes e información difundida por los medios de comunicación, es probable que el VCM-01 se haya desarrollado y derivado del misil antibuque ruso Kh-35UE, que actualmente es el misil antibuque principal de la Armada Popular de Vietnam.